# 古澤勝之

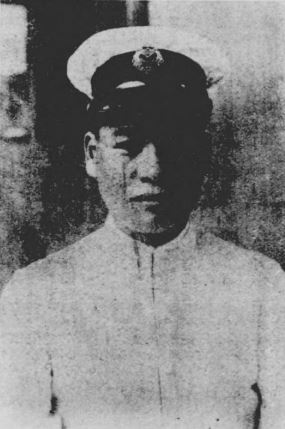
古澤勝之

古澤勝之（日语：／ Furusawa Katsuyuki */?，1894年1月24日—1943年7月2日），日本富山縣人，律師、政治人物，曾任彰化郡郡守、臺中市、臺南市市尹，後擔任福大公司廈門支店長，二次大戰時卒於盟軍轟炸造成的船難。

## 生平
古澤勝之在1894年1月24日出生於富山縣富山市古手傳町，為士族出身。1912年5月通過臺灣總督府文官普通試驗，9月擔任總督官房秘書課勤務，1913年任總督府屬，同年12月任參事官室勤務:551。1923年2月辯護士試驗合格，此後歷任監察官室、官房審議室勤務、1927年7月任總督府地方理事官，隨即轉任臺中市助役，1928年7月任臺中市庶務課長及財務課長:551。
1929年5月任臺中州彰化郡郡守，1932年補臺中市尹:551，任內將原在櫻町的第三市場遷至敷島町，亦設立臺中市厚生信用販賣購買利用組合、臺中州社會教化聯盟，完成臺中陸上競技場:348。
1933年改任臺南市尹:551，曾進行簡易道路鋪裝工事、安平港口改修工程，並收集330餘件臺南古碑、石碣。1935年臺灣總督府舉辦始政四十周年記念臺灣博覽會，古澤奉其之命設立臺南市歷史館，作博覽會臺南分館使用，總共採集到3380件史料，分為三館展出，同時聘請畫家小早川篤四郎繪製臺灣歷史油畫22幅，後出版《臺灣歷史畫帖》:247:348:102。
1938年退官，進入福大公司工作，任廈門支店店長。當時中日戰爭爆發，經常有船隻被轟炸；古澤勝之搭船，於1943年7月2日被炸沉於廈門:3。

## 榮典

### 位階
- 1927年9月 - 從七位[13]:79
- 1930年2月 - 正七位[13]:79
- 1932年11月 - 從六位[13]:79

### 勳章
- 1928年12月 - 大禮記念章[13]:79
- 1933年9月 - 勳六等瑞寶章[13]:79